# 錢銅
錢銅（？—196年），東漢末年吳郡烏程人，與軍閥嚴白虎、王晟、鄒他一起抵抗孫策侵略，但仍被孫策擊破並遭擒獲，後和鄒他並同其家族一起被孫策處斬。